# The Beatles' Ballads
The Beatles' Ballads è una compilation del 1980 contenente alcune ballate del gruppo musicale britannico The Beatles. L'album è stato pubblicato nel Regno Unito e in Canada, ma non negli Stati Uniti.

## Copertina
La copertina, realizzata nel 1968 da John Patrik Byrne, era stata inizialmente pensata per quello che sarebbe diventato il White Album; lo stile e l'idea alla base dell'immagine riflettono, infatti, il titolo che inizialmente era stato scelto per quel disco: A Doll's House (Casa delle bambole).

## Tracce

### Lato A
1. Yesterday (Lennon-McCartney)
2. Norwegian Wood (This Bird Has Flown) (Lennon-McCartney)
3. Do You Want to Know a Secret? (Lennon-McCartney)
4. For No One (Lennon-McCartney)
5. Michelle (Lennon-McCartney)
6. Nowhere Man (Lennon-McCartney)
7. You've Got to Hide Your Love Away (Lennon-McCartney)
8. Across the Universe (la versione dell'album per il WWF intitolato No One's Gonna Change Our World) (Lennon-McCartney)
9. All My Loving (Lennon-McCartney)
10. Hey Jude (Lennon-McCartney)

### Lato B
1. Something (Harrison)
2. The Fool on the Hill (Lennon-McCartney)
3. Till There Was You (Willson)
4. The Long and Winding Road (Lennon-McCartney)
5. Here Comes the Sun (Harrison)
6. Blackbird (Lennon-McCartney)
7. And I Love Her (Lennon-McCartney)
8. She's Leaving Home (Lennon-McCartney)
9. Here, There and Everywhere (Lennon-McCartney)
10. Let It Be (Lennon-McCartney)

## Formazione
- George Harrison — chitarre, voce
- John Lennon — voce, chitarra ritmica
- Paul McCartney — voce, basso, pianoforte
- Ringo Starr — batteria, percussioni